# 土貴野村
土貴野村（ときのむら）はかつて岐阜県本巣郡に存在した村である。
村名は、この地域の通称に由来する。
合併で糸貫村（1960年に糸貫町に町制施行）になった後、2004年（平成16年）2月1日に本巣町、根尾村、真正町と合併し本巣市となっている。かつての糸貫町の西部にあたり、根尾川、糸貫川に挟まれた地域である。

## 歴史
- 1530年（享禄3年） - この地域の大洪水により、根尾谷からの川筋は、従来の川筋（現・糸貫川・犀川）から藪川（現・根尾川）に移る。
- 1897年（明治30年）4月1日 - 屋井村、七五三村、早野村が合併し、土貴野村となる。
- 1955年（昭和30年）4月1日 - 一色村と合併し、糸貫村となる。

## 小・中学校
- 土貴野村立土貴野小学校（現・本巣市立土貴野小学校）
- 席田村・一色村・土貴野村学校組合立糸貫中学校（現・本巣市立糸貫中学校）

## 交通
- かつての村内には、樽見鉄道樽見線が通過するが、国鉄樽見線の開通は土貴野村消滅後である。
- 大型商業施設「モレラ岐阜」の最寄駅として、2006年（平成18年）に開業したモレラ岐阜駅が、旧・土貴野村の村内になる。

## 神社・仏閣
- 土貴野神社